# هو ارين
هو ارين (بالإنجليزية: Huw Warren)‏ هو عازف جاز وعازف بيانو وملحن بريطاني، ولد في 18 مايو 1962 في سوانزي في المملكة المتحدة.

## وصلات خارجية
- هو ارين على موقع ميوزك برينز (الإنجليزية)
- هو ارين على موقع أول ميوزيك (الإنجليزية)
- هو ارين على موقع ديسكوغز (الإنجليزية)